# Andrzej Badeński
Andrzej Stanisław Badeński (né le 10 mai 1943 à Varsovie et mort le 28 septembre 2008 à Wiesbaden) est un athlète polonais spécialiste du 400 mètres.

## Carrière
Le coureur polonais accomplit, en individuel, ses meilleurs résultats lors de compétitions en salle et, en relais, aux Jeux olympiques de Tokyo et lors de plusieurs championnats d'Europe, en plein air ou en salle.
Il fait partie de l'équipe polonaise qui bat le record  d'Europe, à égalité avec l'équipe allemande, du relais 4 fois 400 mètres en 3 min 0 s 5, aux Jeux de Mexico [1].

## Palmarès
| Date | Compétition                    | Lieu     | Résultat | Épreuve   |
| ---- | ------------------------------ | -------- | -------- | --------- |
| 1964 | Jeux olympiques                | Tokyo    | 3e       | 400 m     |
| 1964 | Jeux olympiques                | Tokyo    | 6e       | 4 × 400 m |
| 1966 | Championnats d'Europe          | Budapest | 2e       | 400 m     |
| 1966 | Championnats d'Europe          | Budapest | 1er      | 4 × 400 m |
| 1968 | Jeux européens en salle        | Madrid   | 1er      | 400 m     |
| 1968 | Jeux olympiques                | Mexico   | 7e       | 400 m     |
| 1968 | Jeux olympiques                | Mexico   | 4e       | 4 × 400 m |
| 1970 | Championnats d'Europe en salle | Vienne   | 2e       | 400 m     |
| 1970 | Championnats d'Europe en salle | Vienne   | 2e       | 4 × 400 m |
| 1971 | Championnats d'Europe en salle | Sofia    | 1er      | 400 m     |
| 1971 | Championnats d'Europe          | Helsinki | 2e       | 4 × 400 m |
| 1972 | Championnats d'Europe en salle | Grenoble | 1er      | 4 × 400 m |
| 1972 | Jeux olympiques                | Munich   | 5e       | 4 × 400 m |